# Aleksej Kiselëv (pugile)
Aleksej Ivanovič Kiselёv (in russo Алексей Иванович Киселёв?; Rjazan', 17 marzo 1938 – Mosca, 19 giugno 2005) è stato un pugile sovietico, dal 1991 russo.

## Palmarès

### Olimpiadi
- 2 medaglie:
  - 2 argenti (Tokyo 1964 nei -81 kg; Città del Messico 1968 nei -75 kg)

Fu sconfitto in finale a Tokyo nei pesi mediomassimi da Cosimo Pinto e a Città del Messico, nei medi, da Chris Finnegan.

### Europei dilettanti
- 1 medaglia:
  - 1 argento (Roma 1967 nei -75 kg)

Fu sconfitto in finale da Mario Casati.